# Gotta Be Somebody
Gotta Be Somebody is een nummer van de Canadese rockband Nickelback uit 2008. Het is de eerste single van hun zesde studioalbum Dark Horse.
Het nummer werd in diverse landen een bescheiden hitje. In Canada, Nickelbacks thuisland, haalde het de 4e positie. In de Amerikaanse Billboard Hot 100 haalde het de 10e positie. In de Nederlandse Top 40 wist het de 18e positie te behalen en in de Vlaamse Ultratop 50 de 46e positie.